# Майская (река)
Майская (нем. Pasmar) — река в России, протекает по территории Багратионовского района Калининградской области. Устье реки находится в 3 км от устья Корневки по правому берегу. Длина реки — 29 км, площадь водосборного бассейна — 235 км².
- В 22 км от устья, по левому берегу впадает река Рязанка.
- В 21 км от устья, по левому берегу впадает река Любимая.

## Данные водного реестра
По данным государственного водного реестра России относится к Балтийскому бассейновому округу, водохозяйственный участок реки — Преголя. Относится к речному бассейну реки Неман и рекам бассейна Балтийского моря (российская часть в Калининградской области).
Код объекта в государственном водном реестре — 01010000212104300010831.

## Топографические карты
- Лист карты N-34-53. Масштаб: 1 : 100 000. Указать дату выпуска/состояния местности.
- Лист карты N-34-54 Багратионовск. Масштаб: 1 : 100 000. Состояние местности на 1980 год. Издание 1986 г.